# Leroy Burrell
Leroy Russel Burrell (21 de febrero de 1967) es un atleta estadounidense quien estableció el récord mundial dos veces en los 100 metros lisos, colocando un tiempo de 9,90 segundos en junio de 1991. Este récord fue roto por Carl Lewis en un mes. Su segundo récord fue en 1994, siendo de 9.85 segundos y no fue superado hasta los Olimpiadas de Atlanta 1996, cuando Donovan Bailey corrió la prueba en 9,84 segundos.
Burrell creció en Lansdowne, Pensilvania y estudió en la preparatoria Penn Wood. Aquejado por la debilidad visual, acentuada por una herida en su niñez en el ojo, era de desempeño pobre en otros deportes, pero destacado en el atletismo desde edad temprana. Sus estudios universitarios fueron en la Universidad de Houston, en donde fue un brillante participante en sus competencias internas.
Burrell tuvo muchas enferemdades y una presunta mala suerte en toda su carrera, particularmente en los campeonatos importantes.
Ganó la medalla de plata en los 100 metros en el Campeonato Mundial de Atletismo de 1991. En los Juegos Olímpicos de Barcelona 1992 cometió una salida en falso; cuando la carrera reinició, su salida fue lenta. En esa justa deportiva ganó la medalla de oro en el relevo de 4 x 100 metros.
En el Campeonato Mundial de Atletismo en 1993, realizado en Stuttgart, participó también en el relevo de 4 x 100 metros, obteniendo igualmente la medalla áurea.
Desde su retiro en 1998, Burrell reemplazó a su antiguo mentor, Tom Téllez, como entrenador de Atletismo en la Universidad de Boston.
Se casó en Michelle Finn, también una velocista, en 1994, con la que tiene dos hijos.
| Predecesor: Carl Lewis | Plusmarquista mundial de 100 m lisos 14 de junio de 1991 - 25 de agosto de 1991 | Sucesor: Carl Lewis |

| Predecesor: Carl Lewis | Plusmarquista mundial de 100 m lisos 6 de julio de 1994 - 29 de julio de 1996 | Sucesor: Donovan Bailey |